# Hontanares de Eresma
Hontanares de Eresma er en by og kommune i det centrale Spanien i provinsen Segovia. Den har et indbyggertal på 1.662 (2024) indbyggere.